# Liste der Bodendenkmäler in Steinhöring
Auf dieser Seite sind die Bodendenkmäler in der oberbayerischen Gemeinde Steinhöring zusammengestellt. Diese Tabelle ist eine Teilliste der Liste der Bodendenkmäler in Bayern. Grundlage ist die Bayerische Denkmalliste, die auf Basis des Bayerischen Denkmalschutzgesetzes vom 1. Oktober 1973 erstmals erstellt wurde und seither durch das Bayerische Landesamt für Denkmalpflege geführt wird. Die folgenden Angaben ersetzen nicht die rechtsverbindliche Auskunft der Denkmalschutzbehörde.

## Bodendenkmäler der Gemeinde Steinhöring

### Bodendenkmäler in der Gemarkung Sankt Christoph
| Lage                       | Objekt | Akten-Nr.     | Bild |
| -------------------------- | --- | ------------- | ---- |
| Sankt Christoph (Standort) | Burgstall des hohen und späten Mittelalters (Sprinzeneck). | D-1-7838-0001 |      |
| Sankt Christoph (Standort) | Burgstall des späten Mittelalters (Fraunberg). | D-1-7838-0003 |      |
| Sankt Christoph (Standort) | Untertägige mittelalterliche und frühneuzeitliche Befunde im Bereich der Katholischen Kuratie- und Wallfahrtskirche St. Christophorus in Sankt Christoph und ihrer Vorgängerbauten. | D-1-7838-0198 |      |

### Bodendenkmäler in der Gemarkung Springlbach
| Lage                   | Objekt                                                                      | Akten-Nr.     | Bild |
| ---------------------- | --------------------------------------------------------------------------- | ------------- | ---- |
| Springlbach (Standort) | Verebnete Grabhügel und Siedlung vor- und frühgeschichtlicher Zeitstellung. | D-1-7938-0026 |      |

### Bodendenkmäler in der Gemarkung Steinhöring
| Lage                   | Objekt | Akten-Nr.     | Bild |
| ---------------------- | --- | ------------- | ---- |
| Steinhöring (Standort) | Verebnete Grabhügel vorgeschichtlicher Zeitstellung. | D-1-7838-0021 |      |
| Steinhöring (Standort) | Untertägige spätmittelalterliche und frühneuzeitliche Befunde im Bereich des ehemaligen Edelsitzes Hub (Sitz Hueb/Haabern) mit abgegangenem Schloss und zugehöriger Gartenanlage. | D-1-7838-0194 |      |
| Steinhöring (Standort) | Untertägige mittelalterliche und frühneuzeitliche Befunde im Bereich der Katholischen Filialkirche St. Kastulus in Meiletskirchen und ihrer Vorgängerbauten.                      | D-1-7838-0195 |      |
| Steinhöring (Standort) | Grabhügel vorgeschichtlicher Zeitstellung. | D-1-7838-0204 |      |
| Steinhöring (Standort) | Verebnete Grabhügel vorgeschichtlicher Zeitstellung. | D-1-7838-0208 |      |
| Steinhöring (Standort) | Burgstall des hohen oder späten Mittelalters. | D-1-7938-0008 |      |
| Steinhöring (Standort) | Abschnittsbefestigung des frühen Mittelalters. | D-1-7938-0019 |      |
| Steinhöring (Standort) | Verebnete Grabhügel vorgeschichtlicher Zeitstellung. | D-1-7938-0022 |      |
| Steinhöring (Standort) | Brandgräber der Urnenfelderzeit und Körpergräber des frühen Mittelalters. | D-1-7938-0027 |      |
| Steinhöring (Standort) | Untertägige mittelalterliche und frühneuzeitliche Befunde im Bereich der Katholischen Pfarrkirche St. Gallus in Steinhöring und ihrer Vorgängerbauten.                            | D-1-7938-0201 |      |
| Steinhöring (Standort) | Siedlung der späten Bronzezeit. | D-1-7938-0202 |      |
| Steinhöring (Standort) | Untertägige spätmittelalterliche und frühneuzeitliche Befunde im Bereich der Katholischen Filialkirche St. Pankraz in Tulling und ihres Vorgängerbaus.                            | D-1-7938-0206 |      |
| Steinhöring (Standort) | Untertägige spätmittelalterliche und frühneuzeitliche Befunde im Bereich der Katholischen Filialkirche St. Martin in Sensau und ihres Vorgängerbaus.                              | D-1-7938-0209 |      |
| Steinhöring (Standort) | Burgstall des hohen und späten Mittelalters (Steinhöring). | D-1-7938-0216 |      |